# Lateranska palača
Lateranska palača (latinsko: Palatium Lateranense), formalno Apostolska palača Lateranov (latinsko: Palatium Apostolicum Lateranense), je antična palača rimskega cesarstva in kasneje glavna papeška rezidenca v jugovzhodnem Rimu.
Stoji na Trgu svetega Janeza v Lateranu na griču Celijo, palača pa meji na nadbaziliko svetega Janeza v Lateranu, rimsko stolnico. Od 4. stoletja je bila palača glavna rezidenca papežev in tako je bilo približno tisoč let, dokler se apostolska rezidenca ni preselila v Vatikan. Palačo zdaj uporablja Vatikanski zgodovinski muzej (Museo Storico Vaticano), v njej zbirke prikazujejo zgodovino Papeške države in Vatikana. V palači so tudi pisarne in stanovanje rimskega vikarja, ki v papeževem imenu upravlja Lateransko baziliko in vodi Škofijo Rim. Do leta 1970 je bila v palači tudi pomembna zbirka Lateranskega muzeja, ki je danes razpršena med drugimi deli Vatikanskih muzejev.
Po Lateranskih sporazumih iz leta 1929 uživata palača in sosednja bazilika položaj eksteritorialne lastnine Svetega sedeža.

## Zgodovina

### Predpapeška uporaba
Kraj, na katerem stoji bazilika sv. Janeza v Lateranu, je v zgodnjem rimskem cesarstvu zasedal domus družine Plautii Laterani. Laterani so bili upravitelji več cesarjem; njihov prednik Lucij Sekst Lateran naj bi bil leta 366 pr. n. št. prvi plebejski konzul. Eden od Lateranov, za konzula imenovan Plautij Lateran, je postal znan po tem, da ga je Neron obtožil zarote proti cesarju. Posledica obtožbe je bila zaplemba in prerazporeditev njegove lastnine.

### Konstantinovo obdobje
Domus Laterani je prišel v last cesarja, ko se je Konstantin I. poročil z drugo ženo Fausto, Maksencijevo sestro. Okoli leta 312 je Konstantin porušil cesarske vojašnice ob sosednji palači, ki je bila do takrat znana kot Domus Faustae ali 'Faustina hiša'. Na tem mestu je naročil gradnjo bazilike. Domus je na koncu Konstantin dal rimskemu škofu. Dejanski datum predaje darila ni znan, vendar raziskovalci  verjamejo, da je moral to biti med pontifikatom papeža Melkijada, da bi leta 313 gostil sinodo škofov, ki je bila sklicana zaradi izpodbijanja donatistov.

### Kasnejše prenove
Ko je Bizanc postal manj zmožen pomagati preprečiti vdore v Langobardov, je papeštvo postalo bolj neodvisno od cesarstva. Pred začetkom 8. stoletja se rezidenca rimskih škofov ni imenovala palača, temveč »latranski patriarhat«'. Spodbuda za obnovo Lateranskega patriarhata kot prave palače je bila ustvariti cesarsko rezidenco, iz katere bi papež lahko izvajal ne le duhovne, temveč tudi posvetne avtoritete.
Papeževo palačo v Lateranu v Rimu sta v veliki meri dodelala papež Hadrijan I. (772–95) in papež Leon III. (795–816), ki je dal zgraditi ogromen triklinij - dvorano. Bila je ena najbolj znanih dvoran antične palače in je bila državna banketna dvorana, obložena z mozaiki. Nič od tega ni ostalo, vendar so bile leta 1743 kopije mozaikov narejene iz risb in postavljene v posebej zgrajeno stavbo nasproti palače. Obstoječa stavba ni antična, vendar je predstavitev originalnih mozaikov ohranjena v tridelnem mozaiku: v središču Kristus svoje poslanstvo predaja apostolom; na levi daje ključe svetega Petra in Labarum Konstantinu; medtem ko na desni strani sveti Peter daje štolo Leonu III., prapor pa Karlu Velikem, slika naj bi predstavljala dolžnost frankovskega kralja, da ščiti Cerkev.
Triklinij in sala del concilio, podolgovata dvorana z mozaikom v apsidi in petimi okrašenimi nišami na vsaki strani, so zgradili okoli leta 800, da bi služila kot srce papeških slovesnosti. Arhitekturno sta spominjali na bizantinske cesarske zgradbe v Konstantinoplu.
V 10. stoletju je Papež Sergij III. palačo obnovil po katastrofalnem požaru, pozneje pa jo je močno polepšal papež Inocenc III. To je bilo obdobje njene največje veličastnosti, ko Dante o njej govori kot o vseh človeških dosežkih. V tem času je središče trga zasedala palača in stolp družine Annibaldi.
Med to palačo in lateransko baziliko je stal konjeniški kip Marka Avrelija, za katerega se je takrat zmotno verjelo, da predstavlja krščanskega cesarja Konstantina (katerega združenje je verjetno prispevalo k njegovi ohranitvi). Kopija konjeniškega kipa je zdaj postavljena v središču Kapitolskega trga, original pa je varno ohranjen za ogled v Kapitolskih muzejih.
Na njegovem mestu so postavili Lateranski obelisk. Prvotno ga je naročil faraon 18. dinastije Tutmoz III., dokončal pa ga je njegov vnuk Tutmoz IV. Z 32,18 m (45,70 m vključno s podstavkom) je najvišji obelisk v Rimu in največji stoječi staroegipčanski obelisk na svetu, težak več kot 230 ton. Po priključitvi Egipta k cesarstvu so ga iz Amonovega templja v Karnaku odnesli v Aleksandrijo s še enim obeliskom. Konstancij II. ga je od tam leta 357 pripeljal v Rim, da bi okrasili Circus Maximus. Napis na podstavku daje slavo Konstantinu I., ne njegovemu sinu, ki ga je pripeljal v Rim.
Celotno sprednjo stran palače zavzema Aula Concilii ('dvorana sveta'), veličastna dvorana z enajstimi apsidami, v kateri so bili v srednjeveškem obdobju različni lateranski koncili. Zasebni apartmaji papežev v tej palači so bili med triklinijem in mestnim obzidjem.

### Avignonsko papeštvo
Palača je izgubila svoj sijaj in slavo zaradi odhoda papežev iz Rima v času avignonskega papeštva.
Dva uničevalna požara v letih 1307 in 1361 sta naredila nepopravljivo škodo, in čeprav so iz Avignona za obnovo poslali ogromne vsote, palača ni nikoli več dosegla svojega nekdanjega sijaja. Palača je imela v tem obdobju gotske arhitekturne elemente. Ko so se papeži vrnili v Rim, so prebivali najprej v baziliki sv. Marije v Trasteveru, nato v baziliki marije Snežne in nazadnje določili prebivališče v Vatikanu. Bazilika svetega Petra, ki jo je zgradil Konstantin I., je do takrat služila predvsem kot romarska cerkev. Sikst V., ki se je bolj ukvarjal z racionaliziranim urbanističnim načrtovanjem kot ohranjanjem starin, je nato leta 1586 uničil tisto, kar je še ostalo od starodavne lateranske palače, ohranil je le Sancta Sanctorum in na to mesto postavil sedanjo veliko manjšo stavbo, ki jo je zasnoval njegov najljubši arhitekt Domenico Fontana.

### Spremembe v 16. stoletju
Arhitekt Domenico Fontana, ki ga je zaposlil, se je takoj po izvolitvi začel istočasno ukvarjati s spremembami bazilike. Na močan, zadržan slog Fontane je vplival Giacomo Vignola in se zgledoval po palači Farnese za urejeno in harmonično, čeprav nekoliko dolgočasno večjo fasado. Fontanova inženirska podlaga in moč usklajevanja zapletenega arhitekturnega programa na tesno omejenem prostoru, ter priganjanje Siksta, veljata za izjemno.
Zapis z dne 29. avgusta 1589 je sporočilo, da je delo končano: »Veliko palačo na Piazza Lateranese je dokončal Sikst V.« Fontana je znova uporabil motive Lateranske palače v delu Vatikanske palače, ki  predstavljajo papeška stanovanja, ki jih je prevzel pozneje in v svojih dodatkih Kvirinalske palače. Vzhodno fronto je dokončal papež Klemen XII., ki jo je leta 1735 označil s svojim grbom.
Od starih lateranskih konstrukcij so preživeli trije spomeniki, dva sta v eni zgradbi, ki jo je leta 1589 postavil Domenico Fontana nasproti Lateranske bazilike. Ti spomeniki so Scala Santa in kapela Sancta Sanctorum.

## Sodobnost
Lateran je do rasti modernega Rima v poznem 19. stoletju ostal v primestnem okolju, obkrožen z vrtovi in vinogradi. Kljub temu je bila v Rimskih malaričnih poletjih njegova lokacija ocenjena kot nezdrava. V poznem 17. stoletju je papež Inocenc XII. v enem delu uredil hospic za sirote, ki naj bi delali v mali svilni manufakturi. Papež Gregor XVI. in papež Pij IX. sta v 19. stoletju v Lateranu ustanovila muzej verske umetnosti in poganske kulture, katerega zbirke so preselili iz Vatikanskih galerij.
Leta 1925 je papež Pij XI. ustanovil etnografski muzej, namenjen artefaktom, ki so jih poslali misijonarji. 11. februarja 1929 so bili tu podpisani Lateranski sporazumi, s katerimi so uredili odnose med Svetim sedežem in italijansko državo. Dogovorjeno je bilo da imata tako Lateranska palača kot bazilika status ekstoritorialnega območja Svetega sedeža, na podlagi katerega uživata privilegije, podobne veleposlaništvom drugih držav na italijanskih tleh.
Med drugo svetovno vojno so Lateran in z njim povezane stavbe nudile varno zatočišče pred nacisti in italijanskimi fašisti številnim Judom in drugim beguncem. Med tistimi, ki so našli zavetje, so bili Alcide De Gasperi, Pietro Nenni, Ivanoe Bonomi in drugi. Hčere milosti svetega Vincenta de Paula in šestdeset beguncev sirot, za katere so skrbeli, so naročili, da zapustijo svoj samostan na ulici Via Carlo Emanuele. Sestri Marije Bambine, ki sta bili v kuhinji v Papeškem glavnem rimskem semenišču pri Lateranu, sta ponudili krilo svojega samostana. Na posesti so bili tudi italijanski vojaki.
Očeta Vincenzo Fagiolo in Pietro Palazzini, protektorja semenišča, sta dobila priznanje Yad Vashema zaradi prizadevanja za pomoč Judom.

### Sedež rimskega vikariata
Papež Janez XXIII. je v palačo vrnil nekaj pastoralnih funkcij, tako da je tu določil sedež vikariata in urade rimske škofije. Isti papež je zbirke Lateranskega muzeja prestavil v Vatikan. Lateransko palačo zdaj zaseda tudi Zgodovinski vatikanski muzej (Museo Storico Vaticano), ki ponazarja zgodovino papeških držav. V palačo so ga premestili leta 1987, javnosti pa odprli leta 1991.
27. julija 1992 je eksplozija bombe opustošila pročelje lateranske palače. Za napad domnevno, da je delo italijanske mafije, opozorilo proti pogostim izjavam papeža Janeza Pavla II. Popravila so bila zaključena januarja 1996.
Kar se tiče sedanjih pastoralnih funkcij palače, so v njej danes pisarne rimskega vikariata, pa tudi bivalni prostori rimskega vikarja, to je kardinala, ki upravlja Lateransko baziliko in dejansko vodi Rimsko škofijo.
Turisti lahko obiščejo papeške apartmaje, običajno zjutraj.

## V popularni kulturi
V Assassin's Creed: Brotherhood (2010), je bazilika palače predstavljena kot porušena zgradba, ki vsebuje Romulov svitek. 